# Saku (Nagano)
Saku (japonsky 佐久市) je město v prefektuře Nagano v Japonsku. K roku 2019 v něm žilo přes osmadevadesát tisíc obyvatel.

## Poloha a doprava
Saku leží hluboko ve vnitrozemí největšího japonského ostrova, Honšú, v jeho střední části. Nachází se západně od Takasaki a jihovýchodně od Nagana.
Město má stanici na vysokorychlostní trati Takasaki – Kanazawa a na železniční trati Hokuto – Komoro.

## Dějiny
Město Saku vzniklo k 1. dubnu 1961 sloučením čtyřech menších obcí. K 1. dubnu 2005 do něj byly sloučeny další dvě města a jedna vesnice.